# Dolmen des Baumes
Le dolmen des Baumes, appelé aussi dolmen d'Échamps, autel des druides ou grotte (baume) de Saint Martin, est un dolmen situé à Borée, dans le département de l'Ardèche en France.

## Historique
Selon P. Camus, le dolmen aurait été fouillé en 1920, sans résultat connu. Il a fait l'objet d'une fouille de sauvetage en 1977.

## Description
Le dolmen est de type simple (sans couloir). Il est orienté nord-ouest/sud-est (azimut 135°). La chambre est de forme rectangulaire. Elle est délimitée par deux orthostates latéraux (de respectivement 2 m de long, 1,70 m de haut et 0,40 m d'épaisseur côté nord et 2,40 m de long, 1,60 m de haut et 0,30 m d'épaisseur côté sud) et une dalle de chevet (1,25 m de long, 1,55 m de haut et 0,40 m d'épaisseur). L'ensemble est recouvert d'une table de couverture massive (2,10 m de long, 1,70 m de large et 0,20 à 0,55 m d'épaisseur) qui  semble avoir été légèrement déplacée de sa position initiale. Les deux orthostates latéraux sont légèrement inclinés vers l'intérieur de la chambre et s'étendent au-delà de la dalle de chevet. Toutes les dalles sont en phonolite dont il existe un affleurement voisin à l'est. 
Le tumulus mesure environ 7 m de long sur 5 m de large pour une hauteur comprise entre 0,60 et 1 m. Il est constitué de gros blocs en phonolithe bien agencés, servant de contrefort aux orthostates, et d'un mélange de terre et de blocaille en basalte, granite et quartz.
En 1972, une structure ovalaire constituée de pierres plantées, mesurant une dizaine de mètres dans son axe le plus grand, a été signalée à une cinquantaine de mètres à l'est du dolmen. Un sondage pratiqué en son centre aurait livré des tessons de céramique.

## Matériel archéologique
La fouille de l'intérieur de la chambre n'a livré aucun matériel archéologique. Le mobilier archéologique recueilli en 1977 provient de deux couches archéologiques distinctes identifiées dans le tumulus. Les tessons de poterie recueillis correspondent à des céramiques protohistoriques ou gallo-romaines (tegulae, céramiques sigillées).
La découverte d'une quarantaine de petits galets en roches métamorphiques, ne provenant donc pas de l'environnement local, pourrait être mise en lien avec le rite de la visite aux défunts (Nekromenteion) décrit par Homère où les visiteurs communiquent avec les défunts en faisant l'offrande d'un galet.